# Sekans
Sekans (njem. Sekans, od lat. secans 'koji siječe') jest trigonometrijska funkcija. Jednak je omjeru hipotenuze i priležeće stranice u pravokutnom trokutu, to jest jednak je recipročnoj vrijednosti kosinusa kuta. Oznaka je sec. Rijetko se upotrebljava, a sekansov poučak u trigonometriji je formula za izračunavanje elemenata kosokutnog trokuta.
{\displaystyle \sec \alpha ={\frac {1}{\cos \alpha }}}
- Grafovi sekansa i kosinusa
- Sekans na brojevnoj kružnici:
{\displaystyle {\overline {OT}}=\sec b\ }